# Pasar Melintang (Teluk Segara)
Pasar Melintang is een bestuurslaag in het regentschap Bengkulu van de provincie Bengkulu, Indonesië. Pasar Melintang telt 1680 inwoners (volkstelling 2010).